# Scytodes armata
Espèce
Scytodes armata est une espèce d'araignées aranéomorphes de la famille des Scytodidae.

## Distribution
Cette espèce est endémique du Costa Rica.

## Description
Le mâle holotype mesure 4,38 mm et la femelle paratype 6,25 mm.

## Publication originale
- Brescovit & Rheims, 2001 : Notes on the genus Scytodes (Araneae, Scytodidae) in Central and South America. Journal of Arachnology, vol. 29, no 3, p. 312-329 (texte intégral).